# Homologoumenos zen
L'espressione homologouménōs zên (in greco antico: ὁμολογουμένως ζῆν?) era la formula usata da Zenone di Cizio, fondatore dello stoicismo, per riassumere lo scopo della vita umana.
Secondo Max Pohlenz "l'espressione è intraducibile" e propone come possibile interpretazione, al di là di una semplice "vita coerente", "una condotta in intima coerenza sotto la guida del logos", comprendente "la permanente unitarietà della condotta" e, "come sua premessa, l'armonia psichica"; affinché si giunga a questa condizione è necessario che il logos conservi sempre la direzione dell'anima, realizzando l'"unità di pensiero, desiderio e azione".
Come riporta Stobeo, i successori di Zenone vollero distinguere ulteriormente questa formula, da loro considerata incompleta, trasformandola in homologouménōs tê phýsei zên (in greco antico: ὁμολογουμένως τῇ φύσει ζῆν?, "vita conforme alla natura"). Questa modifica fu apportata originariamente da Cleante di Asso, successore di Zenone; Crisippo di Soli, il successore di Cleante, interpretò la formula di Zenone come zên kat' empeirían tôn phýsei sumbainóntōn (in greco antico: ζῆν κατ' ἐμπειρίαν τῶν φύσει συμβαινόντων?, "vita secondo cognizione delle cose conformi a natura") e propose come formula più precisa tò akoloúthōs tê phýsei zên (in greco antico: τὸ ἀκολούθως τῇ φύσει ζῆν?, "vita che segue la natura").
Tutte queste modifiche successive sono un tentativo di esplicitare la pregnanza semantica attribuita da Zenone a "ὁμολογουμένως": dato che il forte accento posto da Zenone sulla radice "λόγος" era difficile da percepire per i madrelingua greci a lui contemporanei, Cleante sentì il bisogno di chiarificare l'espressione coll'aggiunta "τῇ φύσει", che causava però un'impercettibile scissione tra λόγος e φύσις, concetti coincidenti nel pensiero di Zenone. Il baricentro si sposta infatti dal λόγος, inteso come essenza della natura umana, alla φύσις, intesa come norma universale a cui conformarsi. Questo slittamento fu accentuato coll'introduzione di "ἀκολούθως" da Crisippo, nel senso di un "abbandonarsi al corso delle cose" già accennato da Cleante; questa interpretazione nei secoli successivi prevalse nettamente su quella di Zenone.